# 闞首帰
闞 首帰（かん しゅき、中: 闞首歸、生没年不詳、在位478年頃 - 488年頃）は、高昌国の王。闞伯周の甥。闞義成の従兄。
478年頃、従弟の闞義成を殺害して王位についた。488年頃、高車王の可至羅のために殺された。